# Carmelita Little Turtle
Carmelita "Carm" Little Turtle est une photographe apache / tarahumara, née à Santa Maria, Californie, le 4 juin 1952. Ses photographies peintes à la main, sépia, explorent les rôles de genre, les droits des femmes et les relations entre femmes et hommes. Les tableaux photographiques construits par Little Turtle montrent ses proches et elle-même comme personnages de divers paysages du sud-ouest qui servent de toile de fond à la dynamique des relations interpersonnelles.

## Biographie
Little Turtle fréquente le Navajo Community College, où elle obtient son diplôme en 1978. Elle fréquente l'Université du Nouveau-Mexique à Albuquerque, où elle étudie la photographie. En outre, elle étudie la photographie au College of the Redwoods, à Eureka, en Californie. Elle commence sa scolarité pour devenir infirmière, avant de devenir artiste. Elle est également connue pour être à la fois productrice et photographe auprès de Shenandoah Films à Arcata, en Californie, de 1980 à 1983. 
Sa première exposition a lieu en 1982 à la Hardwood Foundation à Taos, au Nouveau-Mexique. Elle participe à des expositions individuelles et collectives. Cette même année, elle expose pour la première fois. Intitulée Native Americans Now, cette exposition se trouvait au California Indian Museum et au Centre culturel du Larkfield-Wikiup, également connu sous le nom de Santa Rosa, en Californie. Ses expositions tournent autour de la culture Amérindienne. 
Actuellement, son travail est visible dans plusieurs collections. Celles-ci incluent le Centre pour la photographie créative, le Heard Museum, le Southwest Museum, le Southern Plains Indian Museum et la Western Arts American Library. Elle a reçu la bourse de la Western States Arts Federation en 1993. 
Lawrence Abbott l'a interviewée dans son livre, Je me tiens au centre du bien: entrevues avec des artistes américains autochtones contemporains (1994). Joan M. Jensen a également écrit à propos de Little Turtle dans un chapitre de Women Artists of the American West de Susan R. Ressler (2011) et dans sa thèse à l'Université du Nouveau-Mexique, Native American Women Photographers In Storytellers (2000).